# Ангумуа
Ангумуа́ (Angoumois) — историческая область на западе Франции, составляющая теперь часть департамента Шаранта. Главный город — Ангулем.
С X века существовало графство Ангумуа; в 1308 году оно было присоединено к владениям французской короны. С 1515 года Ангумуа — герцогство. В 1790 году герцогство вошло в состав департаментов Шаранта и частью в Дордонь.
Развито виноделие, производство коньяков (получивших название от местного города Коньяк), машиностроение, бумажная, военная промышленность.